# セルジオ・マルティーノ
セルジオ・マルティーノ（Sergio Martino, 1938年7月19日 - )は、イタリア王国ラツィオ州ローマ県ローマ出身の映画監督、脚本家、映画プロデューサー。1970年代以降のイタリアにおいて大衆娯楽映画を数多く監督した。特に ジャッロと呼ばれるイタリア製スリラー映画および、イタリア式コメディの監督として知られる。正式な発音はセルジョ・マルティーノ。

## 略歴
1938年ローマ生まれ。兄のルチアーノ・マルティーノ（Luciano Martino）は映画プロデューサー兼脚本家として活躍し、セルジオとも長年協力関係を築いた。祖父のジェンナーロ・リゲッリ（Gennaro Righelli）は映画監督兼俳優としてサイレント映画時代からトーキー初期まで活躍した人物であった。セルジオと兄ルチアーノは、幼少期から祖父が監督を手がける映画の撮影を見学したことで映画製作に関心を抱いた。
1963年、兄ルチアーノが脚本に参加したマリオ・バーヴァ監督のスリラー映画『白い肌に狂う鞭』（1963）で助監督をつとめて映画界入り。その後は主に兄ルチアーノがプロデュースした映画の製作補佐をつとめた。エルネスト・ガスタルディが監督したスリラー« Libìdo »（1965）や、ロモロ・グェッリエーリ監督の『デボラの甘い肉体』（1968）並びに『二匹の流れ星』（1967）、ジョルジオ・フェローニ監督の戦争映画『砂漠の戦場エル・アラメン』（1969）などで製作補佐や製作総指揮としてクレジットされている。脚本家としてはジョヴァンニ・ファーゴ監督のマカロニ・ウェスタン« Per 100.000 dollari t'ammazzo »（1967）の原案を執筆し、脚本を手がけたエルネスト・ガスタルディとの縁が深くなる。
1969年にモンド映画« Mille peccati... nessuna virtù »（1969）で監督デビュー。翌年にはモンド映画『裸と猟奇の世界』（1970）とマカロニ・ウェスタン『アリゾナ無宿・レッドリバーの決闘』（1970）を監督する。
さらに同年、エドウィジュ・フェネシュ主演のジャッロ『ワード夫人の奇妙な悪徳』（1970）を監督した。1960年代末からイタリアではサスペンス映画が流行の兆しを見せており、前述するグェッリエーリ監督の『デボラの甘い肉体』をはじめ、ルチオ・フルチ監督の『女の秘めごと』（1969）、ウンベルト・レンツィ監督の『狂った蜜蜂』（1968）などがヒットしていた。これらの映画はフランスの推理作家ボワロー＝ナルスジャックによる小説『悪魔のような女』及び『死者の中から』（別題『めまい』）から影響を受けていた。前者はアンリ＝ジョルジュ・クルーゾー監督によって映画化（『悪魔のような女』）され、後者はアルフレッド・ヒッチコック監督によって『めまい』として映画化されている。イタリアではマリオ・バーヴァ監督の『白い肌に狂う鞭』のプロットに『悪魔のような女』が影響を与えたことを脚本家のエルネスト・ガスタルディが証言しており、その後にイタリアで製作されたスリラー映画のほとんどにも『悪魔のような女』『めまい』の影響が強く現れていた。
プロデューサーとして活躍していたセルジオの兄ルチアーノは『白い肌に狂う鞭』の脚本にも参加しており、以降の『デボラの甘い肉体』や、レンツィ監督による『甘く危険な女』をプロデュースし、イタリアにおけるスリラーの可能性を追求していた。そうした折、ダリオ・アルジェント監督の『歓びの毒牙』（1969）がイタリアにおいて記録的な大ヒットを遂げる。同作はヒッチコック監督の『サイコ』（1960）の影響を受けたショック映画的な演出を取り入れており、後のスラッシャー映画に影響を与えた作品である。それまでイタリアで製作されていたスリラーは複雑な人間関係から生まれるサスペンスを重視して直接的なショック描写を避けた作品が主流であり（例外的にマリオ・バーヴァ監督の『モデル連続殺人!』（1963）がアルジェントに先鞭をつけていた）、アルジェントの登場によってルチアーノ・マルティーノが製作していたボワロー＝ナルスジャック風の心理サスペンスは古びたものと評価されるようになった。
事態を打開するために、ルチアーノは脚本家エルネスト・ガスタルディに対して、ボワロー＝ナルスジャック風の心理スリラーとダリオ・アルジェント流の残酷スリラーの折衷的な脚本を依頼。演出にはそれまでルチアーノが組んでいた中堅監督を避けて、若手である弟セルジオを抜擢した。主演女優にもそれまでルチアーノがスリラーで抜擢していたキャロル・ベイカーから、新人エドウィジュ・フェネシュに変えることでより新鮮な印象を観客に与えた。ガスタルディによるひねりの効いた脚本と、セルジオによる切れ味の良い演出、新人フェネシュのフレッシュな魅力を得た『ワード夫人の奇妙な悪徳』は完成度の高いスリラーとなり、公興行収入6億リラのヒットを記録した。興行的な成功を収めたのみならず、ダリオ・アルジェントも本作から影響を受け、後に監督した『4匹の蝿』（1971）において本作のシーンを引用したとされる。現在でもこの作品はジャッロと呼ばれるイタリア製スリラー映画の代表的傑作とされている。
製作者ルチアーノと監督セルジオの兄弟は、翌年からも脚本家エルネスト・ガスタルディの協力を得てスリラー映画の傑作を立て続けに発表した。« La coda dello scorpione »（サソリの尻尾、1971）、« Tutti i colori del buio »（暗黒のすべての色、1972）、« Il tuo vizio è una stanza chiusa e solo io ne ho la chiave »（ お前の悪徳は閉じられた部屋で私だけがその鍵を持っている、1972）を監督。こうした一連のスリラーのヒットが名プロデューサー、カルロ・ポンティの目に留まり、ポンティの製作による『影なき淫獣』（1973）を監督した。『影なき淫獣』はジャッロの分野を代表する傑作と評価されており、後のスラッシャー映画、スプラッター映画のジャンルに影響を与えたとされる。
ダリオ・アルジェントと同時期にイタリアでスリラーを演出した映画監督の多く（ルチオ・フルチ、ウンベルト・レンツィ）がアルジェントに対して批判的な態度を取るのに対し、セルジオ・マルティーノはアルジェントの才能を高く評価している。ただしアルジェントの独創性を評価しつつ、アルジェントがある映画（『4匹の蝿』）でマルティーノの映画（『ワード夫人の奇妙な悪徳』）からアイディアを模倣したことも主張している。また、ルチオ・フルチへの印象として「アルジェントに匹敵する才能を持つ、非常に個性的なスタイルを持つ娯楽映画監督だった。しかし、おそらく人間的な性格が災いし、フルチはあまりにも低予算で撮らなければならなかったため、彼のキャリアはアルジェントに及ばなかった」と語っている
。
スリラー映画専門家の道を歩んだダリオ・アルジェントとは異なり、『影なき淫獣』以降のセルジオ・マルティーノは「技術への向上心がなくなる」との理由から一分野には留まることを避けるために、ジャッロからは離れた。以降は刑事アクション映画（『イタリアン・コネクション』）、コメディ映画（『セクシー・リレーション』）、ラクリマ映画と呼ばれた感動もの（『愛のほほえみ』）、ホラー映画（『死霊の暗殺/エトルスカン』）、ファンタジー映画（『ドクター・モリスの島/フィッシュマン』）、マカロニ・ウェスタン（『ハチェット無頼』）、SF映画（『サイボーグ・ハンター/ニューヨーク2019』）、冒険映画（『ミラクル・タイガー -魔界大冒険-』）エロティック・ミステリー（『スパイシー・リップス/殺しへの微笑』）など様々なジャンルの娯楽映画を監督した。80年代後半からはTVドラマの演出に軸足を移していった。ジュリアーノ・ジェンマ主演によるTVシリーズ« Caccia al ladro d'autore »（1985）及び« Rally »（1989）は特に高く評価されている。
セルジオ自身は芸術映画への進出も何度か考えた事があったが、娯楽映画の仕事に忙殺されて果たせなかったと語っている。お気に入りの自作として『愛のほほえみ』と『セクシー・リレーション』の2作を挙げている。
1984年には『死神ジョーズ・戦慄の血しぶき』（1984）を企画し、監督を任せる予定だったルイジ・コッツィと共に原案を執筆したが、企画途中でセルジオが興味を失ったために手を引いた。セルジオ降板後に脚本はダルダノ・サッケッティらによって書き直され、ランベルト・バーヴァの監督によって完成した。
イタリア本国ではスリラーと並んでイタリア式コメディの監督としても高く評価されている。« Zucchero, miele e peperoncino » (1980)、« La moglie in vacanz... l'amante in città » (1980)、« Spaghetti a mezzanotte » (1981)、« Occhio, malocchio, prezzemolo e finocchio »(1983)、« L'allenatore nel pallone »(1984)といったコメディ映画はイタリアにおいて古典的傑作とされている。
1994年には自身の監督作品に貢献したカメラマン、ジャンカルロ・フェランドの監督デビュー作« La ragazza di Cortina »（1994)をプロデュースしている。
2013年に妻マリオリーナがアルツハイマーを患い、介護が必要になったことと、兄ルチアーノの死去が重なったことから映画監督を引退した。
TVドラマ« Il paese delle piccole piogge »（2012）が最後の監督作となった。妻の死後に映画監督に復帰し『影なき淫獣』をリメイクする計画もあったが資金が集まらず断念した。また、クエンティン・タランティーノのプロデュースによるオムニバス映画に監督として参加する企画もあったがこれも実現しなかった
。
2017年には自伝« Mille peccati... nessuna virtù? »を発表。2019年にはマルティーノのキャリアをとり上げたドキュメンタリー映画« Spaghetti alla Martino »（2019）がダニエレ・チェッカリーニ及びフランチェスカ・タッサラ監督により製作された。

## 主な監督作品
| 公開年 | 作品名                                                     | 原題                                                       |
| ------ | ---------------------------------------------------------- | ---------------------------------------------------------- |
| 1970年 | 『ワード夫人の奇妙な悪徳』                                 | Lo strano vizio della signora Wardh                        |
| 1970年 | 『アリゾナ無宿・レッドリバーの決闘』                       | Arizona si scatenò... e li fece fuori tutti!               |
| 1970年 | 『裸と猟奇の世界』                                         | America così nuda, così violenta                           |
| 1971年 | 『サソリの尻尾』                                           | La coda dell scorpione                                     |
| 1972年 | 『暗黒のすべての色』                                       | Tutti i colori del buio                                    |
| 1972年 | 『お前の悪徳は閉じられた部屋で私だけがその鍵を持っている』 | Il tuo vizio è una stanza chiusa e solo io ne ho la chiave |
| 1973年 | 『影なき淫獣』                                             | I corpi presentano tracce di violenza carnale              |
| 1973年 | 『イタリアン・コネクション』                               | Milano trema: la polizia vuole giustizia                   |
| 1974年 | 『愛のほほえみ』                                           | La bellissima estate                                       |
| 1974年 | 『セクシー・リレーション』                                 | Cugini carnali                                             |
| 1975年 | La città gioca d'azzardo                                   |                                                            |
| 1977年 | 『ハチェット無頼』                                         | Mannaja                                                    |
| 1978年 | 『パニック・アリゲーター/悪魔の棲む沼』                    | Il fiume del grande caimano                                |
| 1978年 | 『ホウリー・マウンテンの秘宝/密林美女の謝肉祭』            | La montagna del Dio cannibale                              |
| 1979年 | 『ドクター・モリスの島/フィッシュマン』                    | L'isola degli uomini pesce                                 |
| 1979年 | 『土曜日、日曜日、そして金曜日』                           | Sabato, domenica e venerdì                                 |
| 1982年 | 『死霊の暗殺/エトルスカン』                                | Assassinio al cimitero etrusco                             |
| 1983年 | 『サイボーグ・ハンター/ニューヨーク2019』                  | 2019 - Dopo la caduta di New York                          |
| 1986年 | 『片腕サイボーグ』                                         | Vendetta dal future                                        |
| 1987年 | 『誘惑の香り』                                             | Un'australiana a Roma                                      |
| 1988年 | 『オポネント』                                             | Qualcuno pagherà                                           |
| 1989年 | 『ミラクル・タイガー -魔界大冒険-』                        | American risciò                                            |
| 1989年 | 『カサブランカ・エクスプレス』                             | Casablanca Express                                         |
| 1990年 | 『復讐のキリマンジャロ』                                   | Mal d'Africa                                               |
| 1992年 | 『スパイシー・リップス/殺しへの微笑』                      | Spiando Marina                                             |